# Акрополна чешма
Акрополната чешма (на гръцки: Κρήνη στην Ακρόπολη) е историческа османска чешма в македонския град Солун, Гърция.

## Местоположение
Чешмата е разположена в Горния град - бившата турска махала, в рамките на Акропола, на сегашната улица „Ерасмос“.

## Описание
Изградена е от тухли и има две лица с тухлени сводове. Ктиторският надпис на чешмата е изчезнал и годината на издигането ѝ е неизвестна.